# Hedersmedborgare
Hedersmedborgare är en hedersbetygelse lokalt eller nationellt för person som med sina gärningar hedrat platsen för vilken utmärkelsen gäller. I en del (främst engelskspråkiga) länder förknippas detta med utdelandet av en egen "stadens nyckel".

## Hedersmedborgarskap i Sverige
I Sverige utfärdas hedersmedborgarskap av vissa kommuner.

### Eslöv
Eslövs kommun har sju hedersmedborgare: musiker Gunhild Carling (2011), finansman Erik Penser (2011), komikern Johan Glans (2012), smittskyddsläkare Hans-Bertil Hansson (2013), Carina Lövdahl (2014), Tomas Andersson (2014), författare Kalle Lind (2015) och pingisspelaren Truls Möregårdh (2024), Golfspelaren Ludvig Åberg (2025).

### Halmstad
Halmstads kommun har två hedersmedborgare: Livräddaren Leif Karlborg och musikern Per Gessle.

### Nykvarn
Nykvarns kommun har sedan 2003 utsett en hedersmedborgare och det tilldelas endast till en person som uppfyller vissa kriterier. Valet av hedersmedborgare görs av kommunfullmäktiges presidium efter förslag som skickas in av kommuninvånarna.
Några av de som blivit utvalda är Anders Ehnmark, Peter Asplund och Mikael Samuelsson.

### Umeå
Umeå kommun utser hedersmedborgare vid extraordinära insatser som gagnar ett flertal och som sätter Umeå på kartan. Kommunen har fem hedersmedborgare: författaren Lars Widding (1988), fotbollsspelaren Gunnar Nordahl (1991), EU-kommissionären Anita Gradin (1997), författaren Stieg Larsson (2012)  och forskaren Emmanuelle Charpentier (2023).

### Lund
Lunds kommun har en hedersmedborgare: sångare Måns Zelmerlöw (2015).

## Svenskar som förärats hedersmedborgarskap utomlands
- Vladimir Oravsky, författare, hedersmedborgare i Rožňava (2023)[6]
- Per Anger, diplomat, hedersmedborgare i Israel (2000)[7]
- Kikki Danielsson, sångerska, hedersmedborgare i Nashville (1984)[8].
- Hans Larsson, musikproducent, hedersmedborgare i Memphis, Tennessee.
- Raoul Nordling, affärsman, hedersmedborgare i Paris (1958)[9].
- Olof Thorwald Ohlsson, skulptör, hedersmedborgare i Bryssel (1966).
- Raoul Wallenberg, diplomat, hedersmedborgare i USA (1981), Kanada (1985), Israel (1986), Ungern och Australien.[10]